# David Zafer
David Zafer (Londres, 1934) es un violinista que ha obtenido reconocimiento internacional como uno de los más importantes intérpretes canadienses de música clásica.
Estudió con su padre y con Antonio Brosa en el Royal College of Music. Se trasladó a Canadá en 1947 donde continuó estudios con Albert Pratz y Elie Spivak, y se graduó en la Franz Liszt Academy of Music.

## Trayectoria
Además de su indiscutible talento como intérprete, se ha dedicado durante más de 30 años a la formación de jóvenes músicos canadienses. 
- De 1966 a 1999 ha sido profesor de violín de la Facultad de Música de la Universidad de Toronto, de la que ha sido profesor emérito.
- Ha sido fundador y director, hasta su jubilación, de la Orquesta de Cámara de la Universidad de Toronto.
- David Zafer es requerido para dar clases magistrales en prestigiosas escuelas, entre ellas la Escuela Menuhin en Surrey (Inglaterra); la Escuela de Verano Meadowmount; la Universidad británica de Columbia; la Universidad de Rice, en Houston (Texas), y es invitado regularmente por la Escuela Superior de Música Reina Sofía. También ha dirigido el Seminario Europeo de Cuerdas de Budapest y ha dado lecciones magistrales en Praga.
- En 1998 dirigió la Real Orquesta de Cámara de Seúl (Corea) y su concierto fue televisado a todo el país. Durante 25 años ha sido director titular y profesor de violín de la Joven Orquesta Sinfónica de Toronto y ha realizado giras con esta orquesta a los Festivales de Orquestas Jóvenes de Aberdeen (Escocia), Boston y Banff.
- En 1997 grabó un disco compacto de gran éxito con la Joven Orquesta Sinfónica de Toronto durante una actuación en directo en el Ford Center for the Performing Arts de Toronto.

También da clases privadas y sigue actuando con distintas orquestas y grupos de cámara, y cuenta con innumerables compromisos en distintos festivales. Su nuevo proyecto es la Joven Orquesta de Cámara de Toronto, de muy reciente creación.
Ha grabado el álbum Violin Music of the 20th Century.
- Datos: Q5241397